# 无锡万象城
31°30′57″N 120°16′43″E / 31.51584°N 120.27862°E
无锡万象城，又称无锡华润万象城，位于江苏省无锡市滨湖区金石路88号、无锡大剧院东南侧。由华润置地、新鸿基地产联合开发。
2011年底正式启动施工，总投资25亿人民币。商业体于2014年12月20日开业。地块西部为综合商业区，包括购物中心和滨湖商业，东南侧地块为居住地。